# Route nationale 13bis
La route nationale 13bis (RN 13bis o N 13bis) è stata una strada nazionale lunga 164 km che partiva da Bonnières-sur-Seine e terminava a Le Havre.
Venne creata negli anni cinquanta sul troncone della N182 da Bonnières a Rouen e sul troncone da Rouen a Le Havre della N14. Negli anni settanta venne invece rimpiazzata per intero dalla N15, poi a sua volta completamente declassata.

## Percorso
Cominciava a Bonnières-sur-Seine partendo dalla N13, ora declassata a D113, e seguiva il corso della Senna. In questo tratto oggi la strada ha il nome di D915, mentre in Normandia è stata declassata a D6015. Serviva i centri di Vernon, Gaillon, Val-de-Reuil, poi attraversava il fiume e passava per il centro di Rouen. Continuava in direzione nord-ovest per Barentin ed Yvetot, quindi piegava a sud-ovest per arrivare a Le Havre passando per Bolbec.